# Giuseppe Nogari

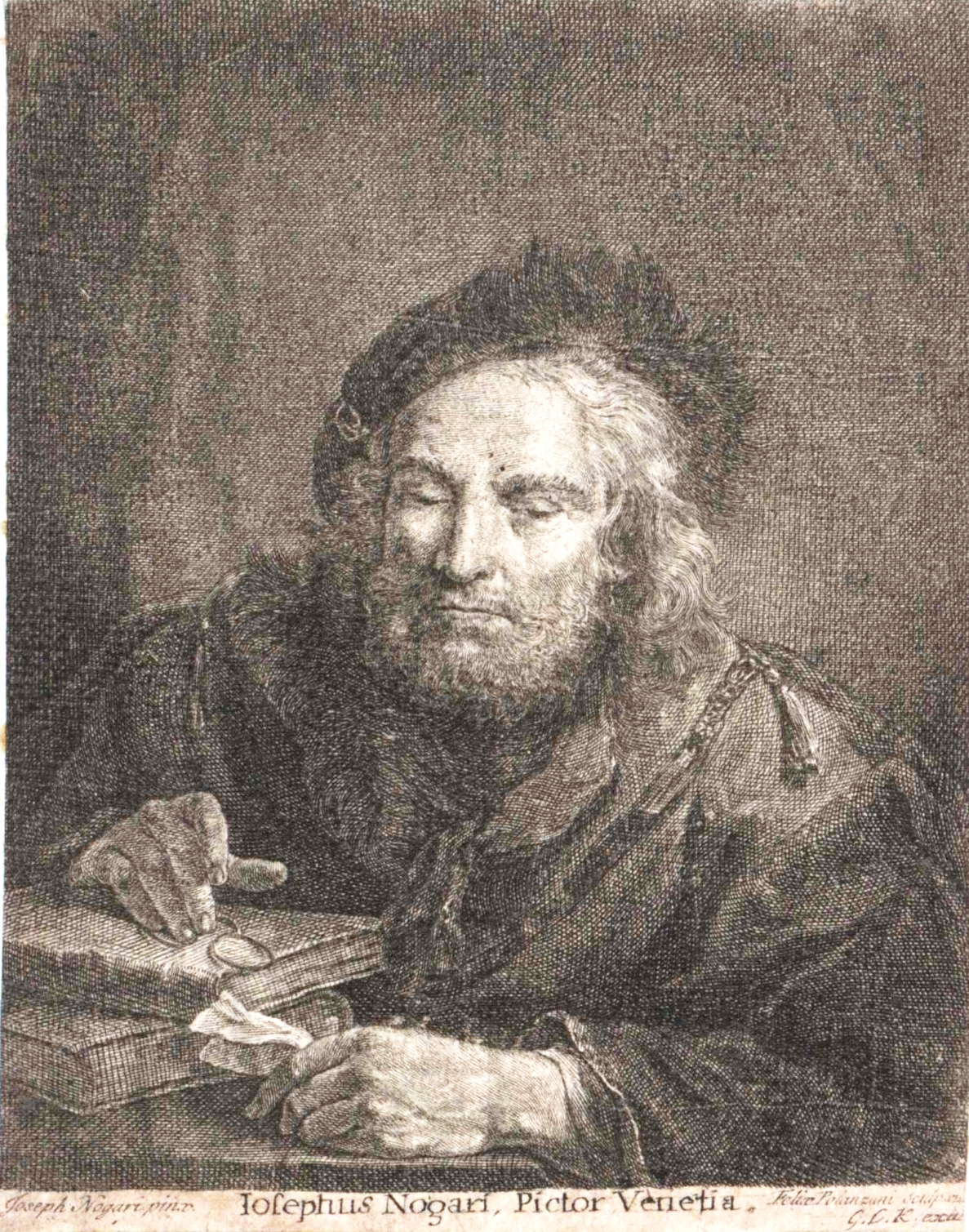
Josephus Nogari, Stich von Felix Polanzani nach einem Selbstbildnis Nogaris

Giuseppe Nogari (* 1699 in Venedig; † 3. Juni 1766 ebenda) war ein venezianischer Maler des Rokoko, bekannt vor allem als Porträtmaler.

## Leben
Nogari war ein Schüler von Antonio Balestra. Er wurde von Giovanni Battista Piazzetta, Rosalba Carriera, Jacopo Amigoni und Rembrandt (dessen Zeichnungen er aus der Sammlung von Zaccaria Sagredo und anderen Sammlungen kannte) beeinflusst. In Venedig malte er besonders für die deutschen Künstler-Patrone Sigismund Streit (1687–1775, davon sind einige Allegorien in der Berliner Gemäldegalerie) und Johann Matthias von der Schulenburg (ab den 1730er Jahren). 1739 bis 1742 war er an der Ausmalung des Königlichen Palastes (Palazzo Reale) in Turin und des Jagdschlosses Stupinigi beteiligt. Nach der Rückkehr nach Venedig 1743 arbeitete er für Francesco Algarotti, König August III. (Porträts unter anderem von Philosophen heute in der Dresdner Gemäldegalerie) und den britischen Konsul Joseph Smith (heute in der Königlichen Sammlung in Hampton Court und Edinburgh). Weitere Gemälde sind in der Kasseler Gemäldegalerie. Er malte auch für Kirchen in Venedig (Kathedrale bei Bassano, Frari).
1726 wurde er Mitglied der venezianischen Malergilde und 1756 der Venezianischen Akademie der Künste. Zu seinen Schülern zählen Alessandro Longhi und Johann Gottlieb Prestel.
Seine Porträts zeigen häufig ältere Menschen aus ärmlichen Verhältnissen vor dunklem Hintergrund.

## Galerie

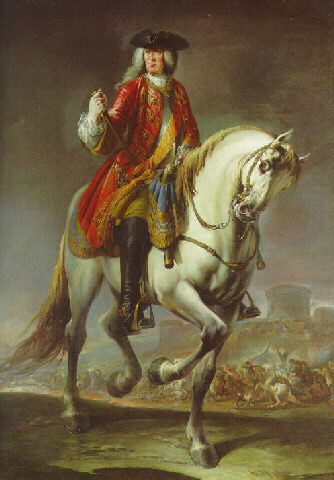
Johann Matthias von der Schulenburg zu Pferd
Der Apostel Petrus, 1743
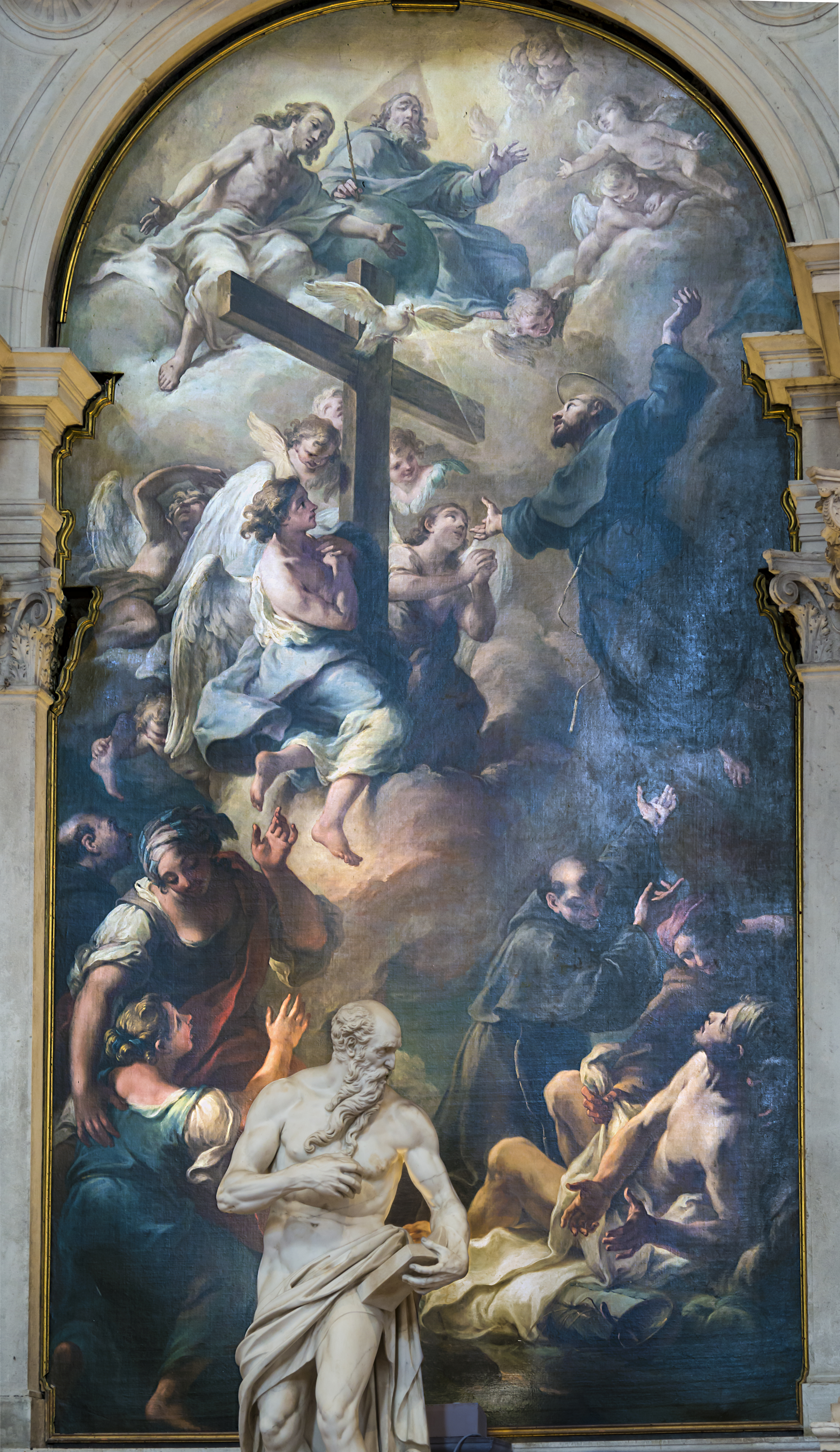
Das Wunder von St. Joseph von Cupertino, 1753
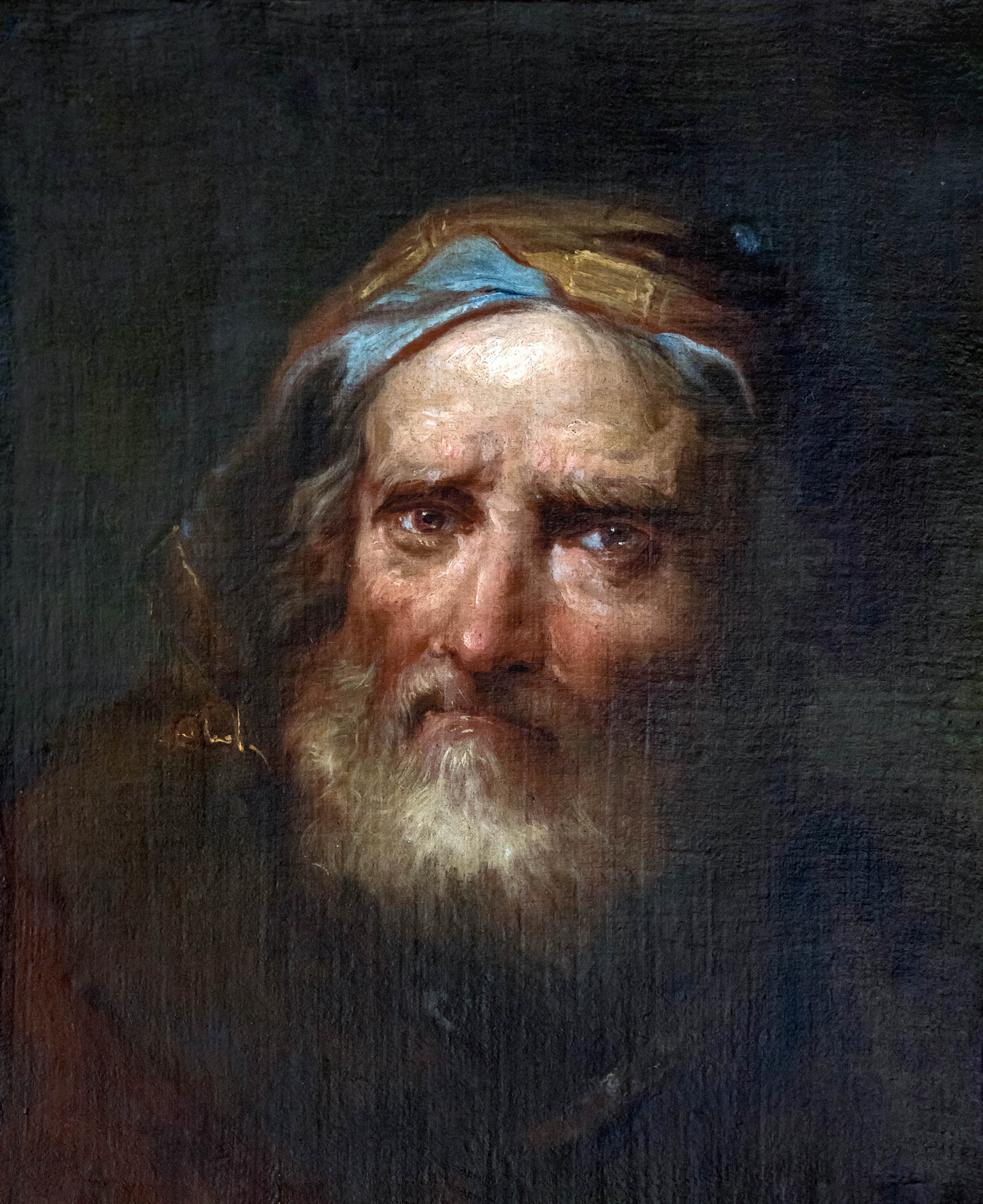
Testa di vecchio barbuto Ca’ Rezzonico